# 妻木頼次
妻木 頼次（つまき よりつぐ、1620年（元和6年） - 1658年（万治元年6月18日））は、江戸時代前期の交代寄合。美濃国土岐郡妻木陣屋主（第十五代目）。妻木頼利の子。通称、藤右衛門。戒名・清凉院殿大林宗智居士。江戸屋敷は現・東京慈恵会医科大学の敷地内。正室は旗本 永井直貞の娘、継室は近江大森藩主 最上義俊の娘。

## 生涯
承応2年12月22日（1654年2月7日）に家督相続。父頼利の存命中におこった兄弟不和（妻木騒動）により、次男兵九郎幸広（後の上郷妻木氏）に大富村500石を分け与え、頼次は7000石を知行する。
万治元年6月18日妻木にて病死し、崇禅寺に葬られる。一説に参勤交代の途中箱根の関で急死したといわれるが、根拠となる史料は存在せず。跡継ぎとなる男子は無く妻木本家は頼次の代で断絶した。
その後、妻木村上郷500石へ弟の幸広が大富から移り支配（代官・日東氏）、妻木村下郷800石は一族の妻木彦右衛門頼熊（下郷妻木氏）に加増され、それぞれ明治維新まで続いた。